# ポンテ・ブッジャネーゼ
ポンテ・ブッジャネーゼ (伊: Ponte Buggianese) は、イタリア共和国トスカーナ州ピストイア県にある、人口約8,800人の基礎自治体（コムーネ）。

## 地理

### 位置・広がり

#### 隣接コムーネ
隣接するコムーネは以下の通り。括弧内のFIはフィレンツェ県所属を示す。
- ブッジャーノ
- キエジーナ・ウッツァネーゼ
- フチェッキオ (FI)
- ラルチャーノ
- モンスンマーノ・テルメ
- モンテカティーニ・テルメ
- ピエーヴェ・ア・ニエーヴォレ

### 気候分類・地震分類
ポンテ・ブッジャネーゼにおけるイタリアの気候分類 (it) および度日は、zona D, 1691 GGである。
また、イタリアの地震リスク階級 (it) では、zona 3 (sismicità bassa) に分類される。

## 行政

### 分離集落
ポンテ・ブッジャネーゼには以下の分離集落（フラツィオーネ）がある。
- Albinatico, Anchione, Casabianca, Ponte di Mingo, Fattoria, Vione